# Breeding the Spawn
Breeding the Spawn drugi je studijski album američkog death metal-sastava Suffocation. Diskografska kuća Roadrunner Records objavila ga je 18. svibnja 1993. Prvi je album sastava s basistom Chrisom Richardsom i posljednji na kojem se pojavio bubnjar Mike Smith, sve do albuma Souls to Deny iz 2004. Nadovezujući se na zvuk debitanskog albuma Suffocation Effigy of the Forgotten iz 1991., sadrži više tehničkih pjesama koje uključuju melodične i dinamične aranžmane. Album su producirali Suffocation i Paul Bagin u Noise Labu u West Islipu, New York. Sastav je prvotno planirao snimiti album na Floridi s producentom Scottom Burnsom, ali su ih u tome spriječila financijska ograničenja i sam Roadrunner Records, čiji je šef A&R-a, Monte Conner, želio da se sastav vrati sirovom zvuku njihovog debitantskog EP-a Human Waste iz 1991.
Breeding the Spawn dobio je miješane recenzije. Većina kritika usmjerene su na njegovu lošu proizvodnju i kvalitetu miješanja. Roadrunner se kasnije ispričao zbog toga i dopustio Suffocationu da ponovno radi s Burnsom na njihovom trećem albumu Pierced from Within iz 1995. Od izdanja, Suffocation je uključio presnimke pjesama iz Breeding the Spawn na svojim kasnijim albumima.

## Glazba, pisanje i snimanje albuma
Album je bio prvo izdanje sastava s basistom Chrisom Richardsom, kojeg je gitarist Terrance Hobbs opisao za Kerrang! kao da ima "mnogo više glazbenog sluha da bi [Suffocationovi] ritmovi zvučali drugačije. On je kao posljednji dio slagalice."
Suffocation je započeo pretprodukciju Breeding the Spawn na Long Islandu s Scottom Burnsom, producentom Effigy of the Forgotten, krajem 1992. Burns je očekivao da će sastav snimiti album na Floridi nakon nekoliko mjeseci, ali na njegovu nesreću i nesreću sastava, u tome ih je spriječio Roadrunner Records po nalogu Montea Connera, šefa diskografske kuće A&R. Pjevač Frank Mullen i bubnjar Mike Smith tvrdili su da je Roadrunner želio da skupina snima bez Burnsa jer je bio previše popularan. Hobbs je rekao da sastav nije mogao odletjeti na Floridu zbog financijskih ograničenja, pa su odlučili "snimiti [album] kod kuće".
Suffocation je pokušao uključiti producenta Colina Richardsona, no on ih je odbio jer su bili "preteški", prema Mullenu. Naposljetku, Suffocation je snimio Breeding the Spawn s producentom Paulom Baginom u Noise Labu u West Islipu, New York – kojeg su obojica prethodno koristili za EP Human Waste. Hobbs je rekao da je produkcija albuma bila poremećena raznim svađama i unutarnjim previranjima unutar Suffocationa, za koje je smatrao da su se "provukla kroz album", te činjenicom da njihov inženjer nije bio upoznat sa stilom glazbe skupine. Mullen je opisao produkciju kao "apsolutnu katastrofu", napominjući kako su snimljene Smithove pjesme za bubnjeve: "Mike je svirao bubnjeve jedan dan, a onda su mu rekli da se vrati drugi dan, i to je bilo drugačije mikrofonirano. Bili smo samo šokirani i uništeni." Smithovo nezadovoljstvo s Breeding the Spawn i Roadrunnerov percipirani nedostatak podrške za Suffocation naveli su ga da napusti sastav 1994. U sastav se vratio 2002.

## Turneja
Album je objavljen 18. svibnja 1993. i 1. lipnja u SAD-u. Nakon objavljena sastav je svirao američku turneju sa sastavima Vader i Dismember od 11. do 27. lipnja 1993.

## Posljedice
Roadrunner se ispričao Suffocationu za produkciju Breeding the Spawn, koju je Conner kasnije nazvao "pogreškom" i dopustio sastavu da radi s kim god želi na svon trećem albumu Pierced from Within iz 1995. Prema Mullenu, "Mi (Suffocation) smo rekli, "Želimo se vratiti Scottu Burnsu." To je ono što smo htjeli za Breeding. Nije bilo šanse da pomislimo, "O da, nećemo ići u neki studio na Long Islandu"."
Na albumu Pierced from Within, Suffocation je odlučio ponovno snimiti naslovnu pjesmu iz Breeding the Spawn kako bi se pjesma mogla predstaviti onako kako je sastav izvorno namjeravao. Skupina je nastavila ponovno snimati većinu pjesama s albuma na svojim kasnijim albumima. "Prelude to Repulsion" i "Anomalistic Offerings" ponovno su snimljene na albumu Suffocation iz 2006., potonji se nalazi na japanskoj verziji albuma – "Marital Decimation" na albumu Blood Oath iz 2009., "Beginning of Sorrow" na Pinacle of Bedlam iz 2013., "Epitaph of the Credulous" na ...Of the Dark Light iz 2017. i "Ignorant Deprivation" na albumu Hymns from the Apocrypha iz 2023. "Ornaments of Decrepancy" ostaje jedina pjesma s albuma Breeding the Spawn koja nije ponovno snimljena ni na jednom od kasnijih albuma Suffocationa. U intervjuu iz 2006., Mike Smith je rekao da bi Suffocation ponovno snimio Breeding the Spawn u cijelosti samo ako bi originalna postava bila uključena jer bi trebalo predugo da sastav nauči svoje pjesme svoje nove članove i "spriječio bi nas da idemo naprijed". "Iako će svi zvučati drugičije", rezonirao je Hobbs u intervjuu u 2013., "sve će zvučati bolje od te ploče."

## Popis pjesama
| 1.    | »Beginning of Sorrow«      | Mike Smith   | Doug Cerrito            | 4:16 |
| 2.    | »Breeding the Spawn«       | Cerrito      | Cerrito                 | 4:47 |
| 3.    | »Epitaph of the Credulous« | Frank Mullen | Cerrito, Terrance Hobbs | 3:45 |
| 4.    | »Marital Decimation«       | Mullen       | Hobbs                   | 4:06 |
| 5.    | »Prelude to Repulsion«     | Mullen       | Cerrito                 | 4:49 |
| 6.    | »Anomalistic Offerings«    | Mullen       | Hobbs                   | 4:41 |
| 7.    | »Ornaments of Decrepancy«  | Smith        | Hobbs                   | 4:42 |
| 8.    | »Ignorant Deprivation«     | Smith        | Hobbs                   | 4:50 |
| 35:56 |                            |              |                         |      |

## Recenzije
Breeding the Spawn dobio je miješane recenzije od kritičara, njegiva široko kritizirana produkcija uvelike je zasjenila i prikrila njegov glazbeni sadržaj. Godine 2017. album je bio na prvom mjestu liste "5 najboljih death metal albuma pokvarenih užasnom produkcijom" časopisa Decibel. Richard Street-Jammer iz Invisible Orangesa nazvao je album "jebenom tragedijom" zbog njegove snimke, koju je opisao kao "toliko lošu da je gotovo lo-fi", i rekao da nije mogao odrediti kvalitetu pjesama na temelju s izvornog albuma. Mörat iz Kerrang! bio pozitivniji prema zvuku albuma, smatrajući da je njegiv "povratak osnovama" pristup pomogao Suffocationu izgubiti novinu zvuka "kao još jedan Scott Burns Morri-bloody-sound Studios sastav" kao što su imali na Effigy of the Forgotten.

## Osoblje
| Suffocation - Doug Cerrito – gitara, logotip sastava - Terrance Hobbs – gitara - Chris Richards – bas-gitara - Mike Smith – bubnjevi - Frank Mullen – vokal | Ostalo osoblje - Dan Seagrave – naslovnica albuma - Chris Gehringer – mastering - Kristian Callahan – fotografije - Paul Bagin – produkcija, inženjer zvuka, miks |